# Pětková soustava
Pětková (kvinární) soustava je číselná soustava o základu 5, která (v tradičním zápisu) může obsahovat cifry 0, 1, 2, 3 a 4.
Pravděpodobný původ a význam souvisí s pěti prsty na lidské ruce.[zdroj?]
Stopy kvinární soustavy se objevují v pojmenování čísel v některých austrálských jazycích.[zdroj?]

## Srovnání číselných soustav
| Číselná soustava (základ) | Číselná soustava (základ) | Číselná soustava (základ) | Číselná soustava (základ) | Číselná soustava (základ) | Číselná soustava (základ) | Číselná soustava (základ) | Číselná soustava (základ) | Číselná soustava (základ) | Číselná soustava (základ) | Číselná soustava (základ) | Číselná soustava (základ) | Číselná soustava (základ) |
| 10                        | 2                         | 3                         | 4                         | 5                         | 6                         | 7                         | 8                         | 9                         | 12                        | 16                        | 20                        | 36                        |
| ------------------------- | ------------------------- | ------------------------- | ------------------------- | ------------------------- | ------------------------- | ------------------------- | ------------------------- | ------------------------- | ------------------------- | ------------------------- | ------------------------- | ------------------------- |
| 1                         | 1                         | 1                         | 1                         | 1                         | 1                         | 1                         | 1                         | 1                         | 1                         | 1                         | 1                         | 1                         |
| 2                         | 10                        | 2                         | 2                         | 2                         | 2                         | 2                         | 2                         | 2                         | 2                         | 2                         | 2                         | 2                         |
| 3                         | 11                        | 10                        | 3                         | 3                         | 3                         | 3                         | 3                         | 3                         | 3                         | 3                         | 3                         | 3                         |
| 4                         | 100                       | 11                        | 10                        | 4                         | 4                         | 4                         | 4                         | 4                         | 4                         | 4                         | 4                         | 4                         |
| 5                         | 101                       | 12                        | 11                        | 10                        | 5                         | 5                         | 5                         | 5                         | 5                         | 5                         | 5                         | 5                         |
| 6                         | 110                       | 20                        | 12                        | 11                        | 10                        | 6                         | 6                         | 6                         | 6                         | 6                         | 6                         | 6                         |
| 7                         | 111                       | 21                        | 13                        | 12                        | 11                        | 10                        | 7                         | 7                         | 7                         | 7                         | 7                         | 7                         |
| 8                         | 1000                      | 22                        | 20                        | 13                        | 12                        | 11                        | 10                        | 8                         | 8                         | 8                         | 8                         | 8                         |
| 9                         | 1001                      | 100                       | 21                        | 14                        | 13                        | 12                        | 11                        | 10                        | 9                         | 9                         | 9                         | 9                         |
| 10                        | 1010                      | 101                       | 22                        | 20                        | 14                        | 13                        | 12                        | 11                        | A                         | A                         | A                         | A                         |
| 100                       | 1100100                   | 10201                     | 1210                      | 400                       | 244                       | 202                       | 144                       | 121                       | 84                        | 64                        | 50                        | 2S                        |
| 1000                      | 1111101000                | 1101001                   | 33220                     | 13000                     | 4344                      | 2626                      | 1750                      | 1331                      | 6B4                       | 3E8                       | 2A0                       | RS                        |

## Pětková násobilka
| *  | 1  | 2  | 3   | 4   | 10  | 11  | 12  | 13  | 14  | 20  |
| 1  | 1  | 2  | 3   | 4   | 10  | 11  | 12  | 13  | 14  | 20  |
| 2  | 2  | 4  | 11  | 13  | 20  | 22  | 24  | 31  | 33  | 40  |
| 3  | 3  | 11 | 14  | 22  | 30  | 33  | 41  | 44  | 102 | 110 |
| 4  | 4  | 13 | 22  | 31  | 40  | 44  | 103 | 112 | 121 | 130 |
| 10 | 10 | 20 | 30  | 40  | 100 | 110 | 120 | 130 | 140 | 200 |
| 11 | 11 | 22 | 33  | 44  | 110 | 121 | 132 | 143 | 204 | 220 |
| 12 | 12 | 24 | 41  | 103 | 120 | 132 | 144 | 211 | 223 | 240 |
| 13 | 13 | 31 | 44  | 112 | 130 | 143 | 211 | 224 | 242 | 310 |
| 14 | 14 | 33 | 102 | 121 | 140 | 204 | 223 | 242 | 311 | 330 |
| 20 | 20 | 40 | 110 | 130 | 200 | 220 | 240 | 310 | 330 | 400 |